# Nereo Costantini

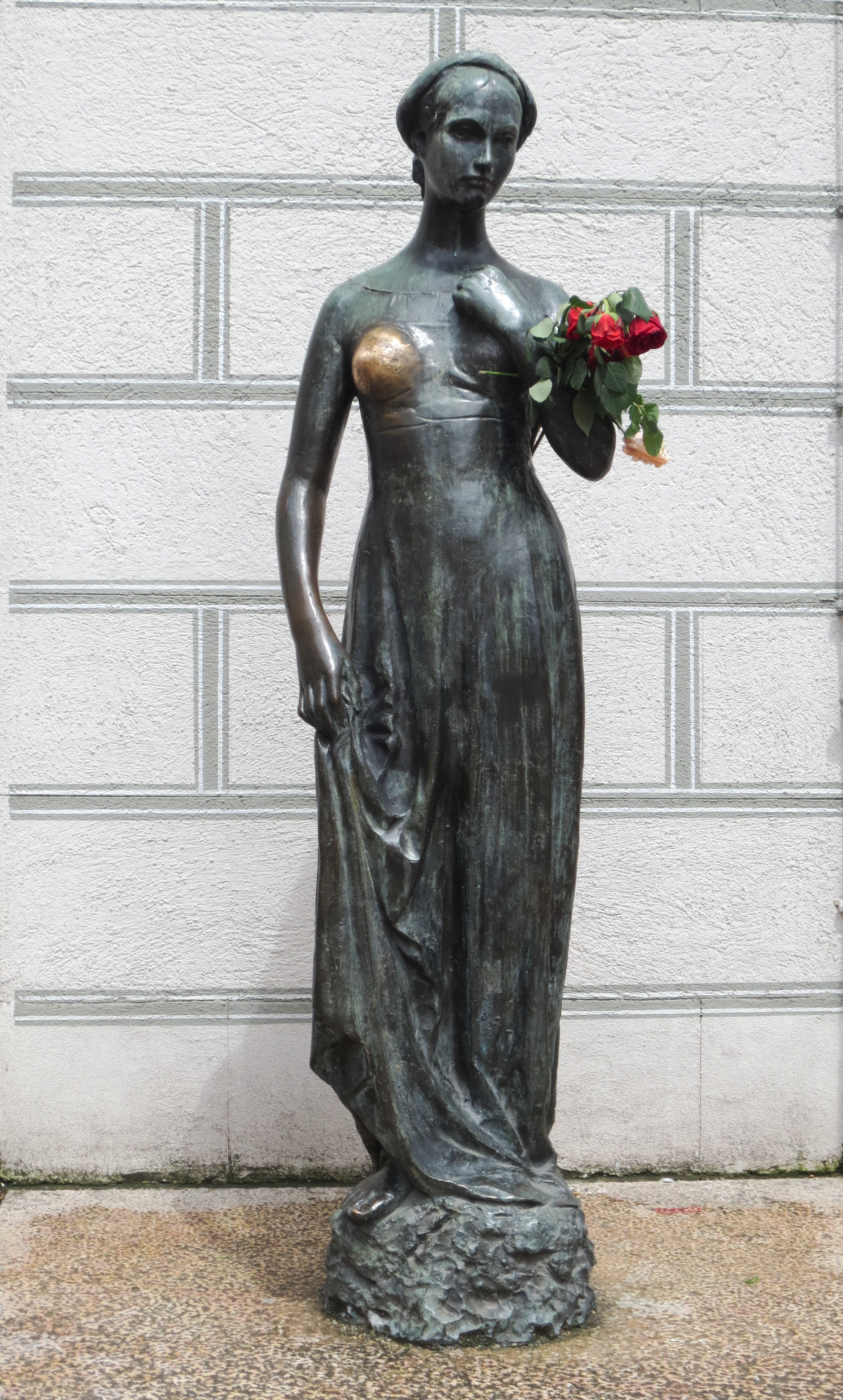
Giulietta in München

Nereo Costantini (geboren 13. November 1905 in Nogara; gestorben 5. August 1969 in Verona) war ein italienischer Bildhauer.

## Leben
Nereo Costantini wurde als Kind von Landarbeitern geboren. Ab seinem 17. Lebensjahr ermöglichte ihm der Gutsherr eine Ausbildung an der Accademia di belle arti „Gian Bettino Cignaroli“ in der Provinzhauptstadt Verona. Costantini wurde 1938 zur Biennale di Venezia eingeladen. Er verlegte dann sein Atelier in das Viertel San Procolo nach Verona, wo er für verschiedene Kirchen Veronas Aufträge ausführte. Er wurde zur 8. Quadriennale di Roma 1959 und zur 9. Quadriennale 1965 eingeladen. Costantini arbeitete auch als Medailleur.
Costantini ist der Schöpfer der Bronzestatue der Giulietta Capuleti vor der Casa di Giulietta in Verona. Die 2,65 m hohe Statue wurde dort 1972 von der Kommune Verona aufgestellt und ist seither ein viel fotografiertes Objekt für die Touristen. Seit 2014 steht dort aus konservatorischen Gründen eine Kopie.
Da München seit 1960 die Partnerstadt von Verona ist, hat die Sparkasse von Verona 1974 der Stadtsparkasse München zu ihrem 150-jährigen Jubiläum zwei Repliken dieser Julia-Statue geschenkt. Die eine wurde auf dem Shakespeareplatz im Stadtteil Bogenhausen aufgestellt, die zweite an der Südseite des Alten Rathauses.
Die Kommune Nogara hat eine Straße nach Nereo Costantini benannt.

## Ausstellungen
- Mostra commemorativa di Nereo Costantini. Museo di Castelvecchio, Verona, 14 ottobre – 15 novembre 1972. Vorwort Gilberto Altichieri. Verona: Comune; Lions club, 1972